# Vaje v slogu (gledališka predstava)
Vaje v slogu je slovenska celovečerna predstava. Komedija je nastajala v produkciji Gledališke skupine Kulturnega umetniškega društva Šempeter, scenarij je prispevala Tamara Babić Nikiforov, slednja jo je tudi režirala. Pri režiji in scenariju so pomagali vsi člani gledališkega društva. Gledališki projekt je nastal po adaptaciji knjige Vaje v slogu (Exercices de style), avtor katere je francoski pisatelj Raymond Queneau. Premiera je bila 28. maja 2023.

## Opis
Vaje v slogu so preigravanje variacije na temo jezika - kako različno povedati isto zgodbo. Banalen dogodek, viden skozi umetnikove - pisateljeve oči prerašča v jezikovno ekshibicijo najrazličnejših slogov.

## Kronološki pregled scen
- Omahovanje
- Vzkliki
- Vztrajanje
- Gledalno, slušalno
- Logična analiza
- Brez hlač
- Sladokusno
- Okorno
- Anglicizmi, italianizmi, patapajščina
- Sonet
- Oda
- Nepričakovano
- Beseda založnika
- Poliptoti
- Uradni dopis, filozofično, besedne vrste
- Žensko
- Zasliševanje
- Medmeti

## Glavne osebe
Pisatelj, pisateljeva mama, poba s klobukom, prevajalka, prijatelj, pripovedovalec, prvi potnik, reševalec, Silva, sosed, sprevodnik, starejša gospa, starejši gospod, tretji potnik, turistični vodnik, voznik avtobusa, založnica, ženska.

## Odlomki iz skladb
- All That Jazz (John Kander)
- Die Moritat von Mackie Messer (Kurt Weill)
- Theme from New York, New York (John Kander)
- Je to vse (Elżbieta Steinmetz, Frank Kretschmer/Rok Pogelšek) (slovenska priredba pesmi Is It Right v izvedbi Elaize)

Mentorica za petje: Eva Slokar.

## Dogodki
- Odprta vaja za novo gledališko predstavo Vaje v slogu po besedilu Raymonda Queneauja v sklopu Tedna ljubiteljske kulture (šempetrska kulturna dvorana, 25. maj 2022, 19. ura)[2]
- Javna generalka (šempetrska kulturna dvorana, 13. maj 2023, 19. ura)
- Premierska predstava (šempetrska kulturna dvorana, 28. maj 2023, 19. ura)[3]

1. ↑  »Vaje v slogu«. 28. maj 2023. Pridobljeno 5. novembra 2023.
2. ↑  »Odprta vaja predstave Vaje v slogu«. 25. maj 2022. Pridobljeno 5. novembra 2023.
3. ↑  »Vaje v slogu, premiera komedije«. 28. maj 2023. Pridobljeno 5. novembra 2023.